# Daisuke Gōri
Daisuke Gōri,  (郷里 大輔?, Gōri Daisuke) (Tokyo, 8 febbraio 1952 – Tokyo, 17 gennaio 2010), è stato un attore e doppiatore giapponese che lavorava con la Aoni Production.

## Biografia
Gōri, il cui vero nome era Yoshio Nagahori (長堀 芳夫?, Nagahori Yoshio), era noto per aver dato la voce a diversi personaggi nei videogiochi e anime giapponesi, tra i quali fu doppiatore ufficiale dal 1997 di Heihachi Mishima  della serie di giochi picchiaduro Tekken, Mr Satan di Dragon Ball e Robin Mask nella prima e seconda serie di Kinnikuman.
Il 17 gennaio 2010 in una strada di Tokyo venne trovato dissanguato con i polsi tagliati,  lasciando solo un messaggio nella tasca indirizzato alla famiglia con su scritto "Mi dispiace" (ごめんね, Gomen ne)  e "Grazie" (ありがとう, Arigatō) Gori era da diversi anni malato di diabete che gli aveva causato gradualmente la perdita della vista, la polizia dichiarò la sua morte suicidio.

## Doppiaggio

### Serie TV
- Aladdin (Dominus Tusk)
- Bleach (Dondochakka Bilstin)
- Bleach: Thousand-Year Blood War (Dondochakka Bilstin)
- Classe di ferro (Heihachi Edajima)
- Demonbane (Caligula)
- Dragon Ball (Stregone del Toro, Turtle, Cembalo, Tamburo, Capitano Yellow)
- Dragon Ball GT (Mr. Satan, Turtle, Shenron, Dark Shenron)
- Dragon Ball Kai (Stregone del Toro, Re Yemma, Polunga)
- Dragon Ball: Ossu! Kaette kita Son Goku to nakama-tachi!!  (Mr. Satan, Turtle, Stregone del Toro)
- Dragon Ball Z (Mr. Satan, Re Enma, Stregone del Toro, Umigame, Re Cold)
- Ecco Pippo! (Pietro Gambadilegno)
- Evelyn e la magia di un sogno d'amore (Simba)
- Ginga: Nagareboshi Gin (Moss)
- Iron Man (serie del 1994) (Hulk)
- Kinnikuman (Robin Mask/Mr. Barracuda, Ashuraman, Black Hole (ep. 48-53), Satana, Dirty Baron, Hell Knight, Rikishiman (ep. 93 e 100),  Yokozuna Kitanosato (ep. 55 e 69), Zangyaku Seijin (ep. 14))
- Lilo & Stitch! (Cobra Bubbles)
- Looney Tunes (Yosemite Sam)
- Magica magica Emi (Sig. Bartolomeo)
- One Piece (Dori, Jinbe, Rockstar)
- Scuola di polizia (Hightower)
- Tartarughe Ninja alla riscossa (Testa di cuoio)
- Timon e Pumbaa (Orso Grizzly)
- Ultimate Muscle (Robin Mask)

### Videogiochi
- Astal (Jerado)
- Baten Kaitos Origins (Wiseman)
- Battle Arena Toshinden (Gaia)
- Battle Arena Toshinden 2 (Gaia)
- Battle Arena Toshinden 3 (Gaia)
- BCV: Battle Construction Vehicles (Ume Shurabe)
- Brandish (Versione PC Engine) (voce aggiuntiva)
- Capcom Fighting Jam (Leo)
- Daraku Tenshi: The Fallen Angels (Harry Ness)
- Dead or Alive (Bass Armstrong)
- Dead or Alive 2 (Bass Armstrong)
- Dead or Alive 3 (Bass Armstrong)
- Dead or Alive 4 (Bass Armstrong)
- Death by Degrees (Heihachi Mishima)
- Double Dragon (Abobo, Burnov)
- Dragon Ball Z: Super Butōden 2 (Mr. Satan)
- Dragon Ball Z 2: Super Battle (Mr. Satan)
- Dragon Ball Z: Idainaru Son Gokū Densetsu (Mr. Satan)
- Dragon Ball Z: Ultimate Battle 22 (Mr. Satan)
- Dragon Ball Z: Shin Butōden (Mr. Satan)
- Dragon Ball Z: The Legend (Mr. Satan)
- Dragon Ball Z: Budokai (Mr. Satan)
- Dragon Ball Z: Budokai 2 (Mr. Satan)
- Dragon Ball Z: Budokai 3 (Mr. Satan)
- Dragon Ball Z: Budokai Tenkaichi (Mr. Satan)
- Dragon Ball Z: Budokai Tenkaichi 2 (Mr. Satan, Stregone del Toro)
- Dragon Ball Z: Shin Budokai 2 (Mr. Satan, Re Enma)
- Dragon Ball Z: Budokai Tenkaichi 3 (Mr. Satan, Re Cold, Stregone del Toro)
- Dragon Ball Z: Infinite World (Mr. Satan, Re Enma)
- Dragon Ball: Revenge of King Piccolo (Tamburo)
- Dragon Ball: Raging Blast (Mr. Satan)
- Drakengard (Manah (posseduta))
- Drakengard 2 (Manah (posseduta), Narratore)
- Dynasty Warriors: Gundam 2 (Dozle Zabi)
- Final Fantasy XII (Gilgamesh)
- Grandia II (Mareg)
- Klonoa Beach Volleyball (Nahatomb)
- Lunar: Eternal Blue (Black Wizard Borgan)
- Lunar 2: Eternal Blue Complete (Black Wizard Borgan)
- Lupin the 3rd: The Legacy of Columbus's Inheritance (Gable)
- Lylat Wars (Andross, Pigma Dengar, Generale Pepper)
- Mega Man X: Command Mission (Silver Horn, Incentas, Colonel Redips)
- Metal Gear Solid 2: Sons of Liberty (Scott Dolph)
- Metal Gear Solid: Portable Ops (Cunningham)
- Namco × Capcom (Heihachi Mishima, Musashimo Benkei)
- Ninja Gaiden 2 (Volf)
- One Piece: Grand Battle! 2 (Dori)
- One Piece: Grand Battle! 3 (Rockstar)
- One Piece: Pirates' Carnival (Dori)
- One Piece Unlimited Cruise 1: Il Tesoro Sommerso (Guardiano Malvagio)
- One Piece Unlimited Cruise 2: Il Risveglio di un Eroe (Guardiano Malvagio)
- One Piece: Unlimited Cruise SP 2 (Guardiano Malvagio)
- Plasma Sword: Nightmare of Bilstein (Gamof Gohgry, Dr. Edward Bilstein, Gantetsu)
- Red Alert (Major Dark)
- Red Earth (Leo, Kongou, Scion)
- Sakigake!! Otokojuku (videogioco 2005) (Heihachi Edajima)
- Sakura Wars 2: Thou Shalt Not Die (Yokihiko Ota)
- Sakura Wars 4: Fall in Love, Maidens (Yokihiko Ota)
- Samurai Warriors (Shingen Takeda)
- Samurai Warriors 2 (Shingen Takeda)
- Samurai Warriors 3 (Shingen Takeda)
- Shadow Hearts (Albert Simon)
- Shadow Hearts: Covenant (Albert Simon)
- Soulcalibur (Edge Master)
- Soulcalibur II (Heihachi Mishima)
- Star Fox: Assault (Pigma Dengar)
- Star Gladiator: Episode: I - Final Crusade (Gamof Gohgry, Dr. Edward Bilstein)
- Super Dragon Ball Heroes: World Mission (Mr. Gotan)
- Super Robot Wars Alpha (Dozle Zabi, Bask Om)
- Super Robot Wars Alpha Gaiden (Bask Om)
- Super Robot Wars Alpha 2 (Yatta La Kelnagle)
- Super Robot Wars Alpha 3 (Yatta La Kelnagle)
- Super Robot Wars Z (Bask Om)
- Tekken 3 (Heihachi Mishima)
- Tekken Tag Tournament (Heihachi Mishima)
- Tekken 4 (Heihachi Mishima)
- Tekken 5 (Heihachi Mishima)
- Tekken 6 (Heihachi Mishima)
- The Bouncer (Volt Krueger)
- The King of Fighters XII (Raiden)
- Time Crisis 4 (Capo del VSSE, Jack Mathers, Frank Mathers)
- Tobal No. 1 (Ill Goga)
- Warriors Orochi (Shingen Takeda)
- Warriors Orochi 2 (Shingen Takeda)

### Film d'animazione
- A Bug's Life (Dim)
- Alla ricerca di Nemo (Bruto)
- Dragon Ball Z - La storia di Trunks (Giumaho)
- Dragon Ball Z: L'irriducibile bio-combattente (Mr. Satan)
- Hercules (Ciclope)
- L'incantevole Creamy (regista Mamoru Oshii)
- Il gigante di ferro (Gigante)
- Il libro della giungla (Baloo)
- Il libro della giungla 2 (Baloo)
- Il pianeta del tesoro (Primo Ufficiale Arrow)
- Koda, fratello orso (Tug)
- Koda fratello orso 2 (Tug)
- Kung Fu Panda (Comandante Vachir)
- Lilo & Stitch (Cobra Bubbles)
- Looney Tunes: Back in Action (Yosemite Sam)
- Mucche alla riscossa (Junior)
- Provaci ancora Stitch! (Cobra Bubbles)
- Robin Hood (Little John)
- Space Jam (Yosemite Sam)
- Tekken - The Animation (Heihachi Mishima)
- Tom & Jerry: Rotta su Marte (comandante di Bristol)
- Transformers - La vendetta del caduto (Soundwave)